# 樫原の棚田

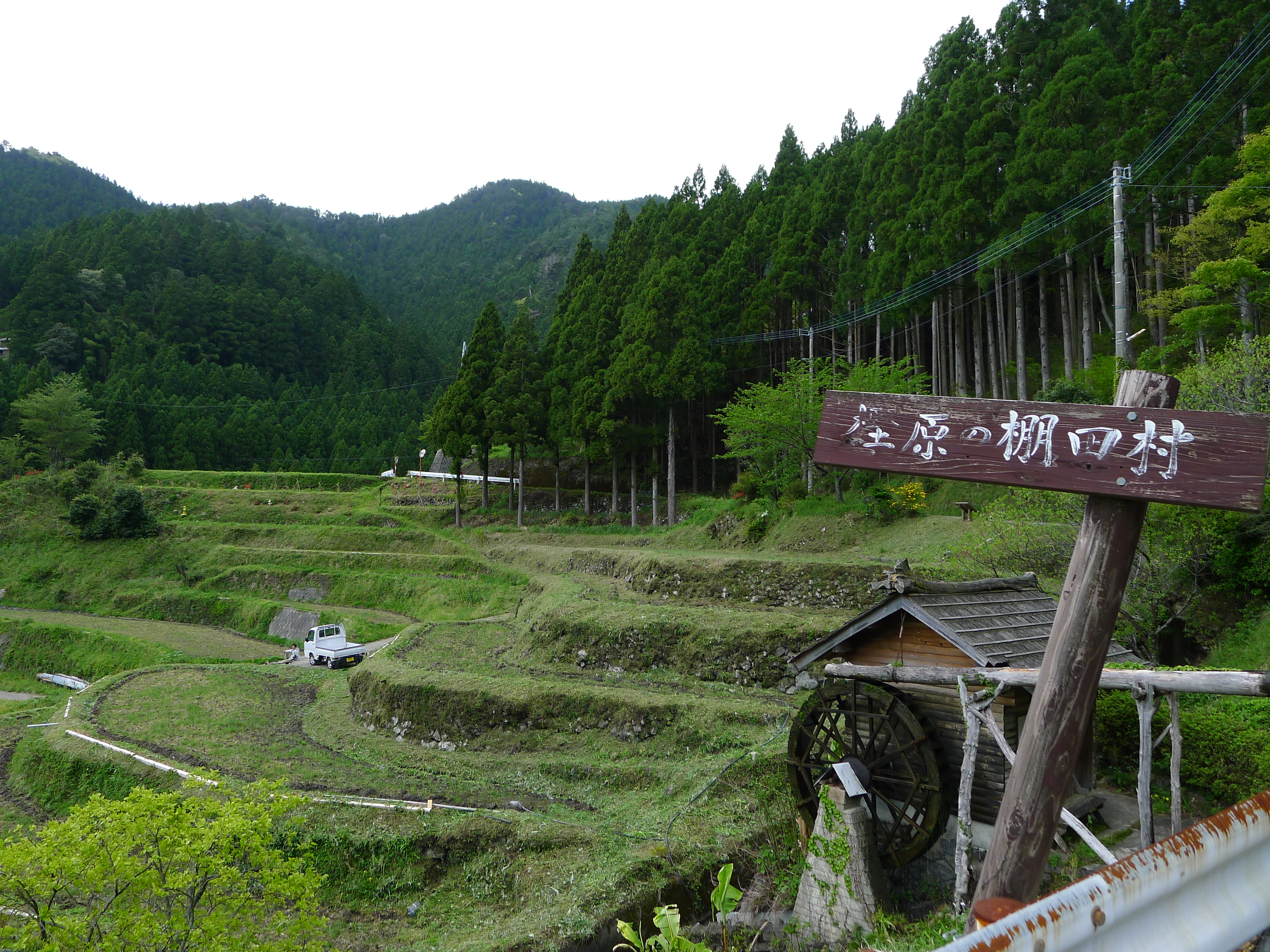
樫原の棚田

樫原の棚田（かしはらのたなだ）は、徳島県上勝町大字生実の樫原地区（標高500～700ｍ）で剣山地の急斜面に形成された棚田。下樫原・中樫原・上樫原の三集落と合わせ「樫原の棚田及び農村景観」の名称で文化財保護法による重要文化的景観に選定されている。

## 概要
棚田は546枚あるが、それらの多くが１反に満たない小規模なもので、形は不規則不整形、段差を形成する畦は概ね等高線に沿って巡らされている。これらの配置・形状は。1813年（文化10年）に描かれた『勝浦郡樫原村分間絵図』の様子と殆ど変っていない。田の段差部分は地盤を階段（ひな壇）状に切り出した土手で形成されるが、石積み（石垣）による補強も見られる。
近年、少子高齢化や離農による後継者不足と過疎化により、棚田の維持管理が難しくなっている現状がある。
集落としては棚田と同形状の段々畑での畑作と阿波番茶やユコウの栽培、林業なども営まれている。